# Choeung Ek

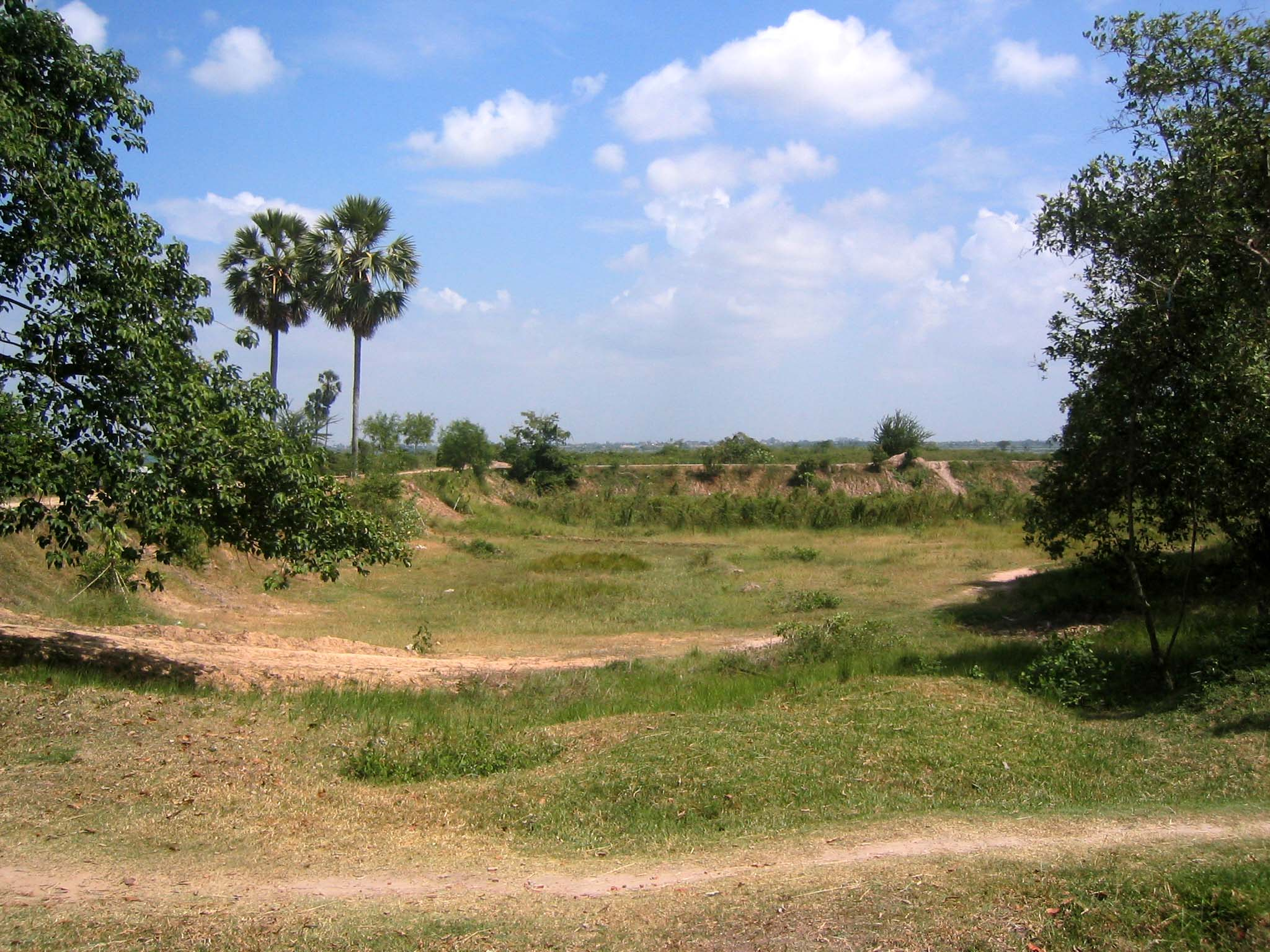
Oberflächenansicht von Choeung Ek

Choeung Ek, ein ehemaliger Obstgarten und chinesischer Friedhof etwa 17 Kilometer südlich von Phnom Penh in Kambodscha, ist das bekannteste der sogenannten Killing Fields, auf denen das Regime der Roten Khmer zwischen 1975 und 1979 etwa 17.000 Menschen exekutierte. Massengräber mit 8895 Leichen wurden hier nach dem Fall der Diktatur entdeckt, viele der Toten waren frühere Insassen des Tuol-Sleng-Gefängnisses (S-21).

## Die Gedenkstätte
Heute ist Choeung Ek eine Gedenkstätte, die durch ein als (buddhistischer) „Stupa“ bezeichnetes Mahnmal markiert wird. Das turmartige Mahnmal besitzt Acrylglasfester in den Wänden und ist mit mehr als 5000 menschlichen Totenschädeln gefüllt. Einige der unteren Etagen sind tagsüber geöffnet, sodass die Totenschädel direkt betrachtet werden können. Viele wurden zerschmettert.
Die Regierung Kambodschas ermuntert die Touristen, die Stätte zu besuchen. Neben dem Mahnmal findet man auch Gruben, aus denen die Körper exhumiert wurden.
Am 3. Mai 2005 verkündete die Stadt Phnom Penh, dass ein 30-Jahres-Vertrag mit der JC Royal Company zur Entwicklung der Gedenkstätte unterzeichnet wurde. Als Teil der Vereinbarung werden die immer noch auf dem Feld verbliebenen Leichenteile nicht angetastet.

## Bilder

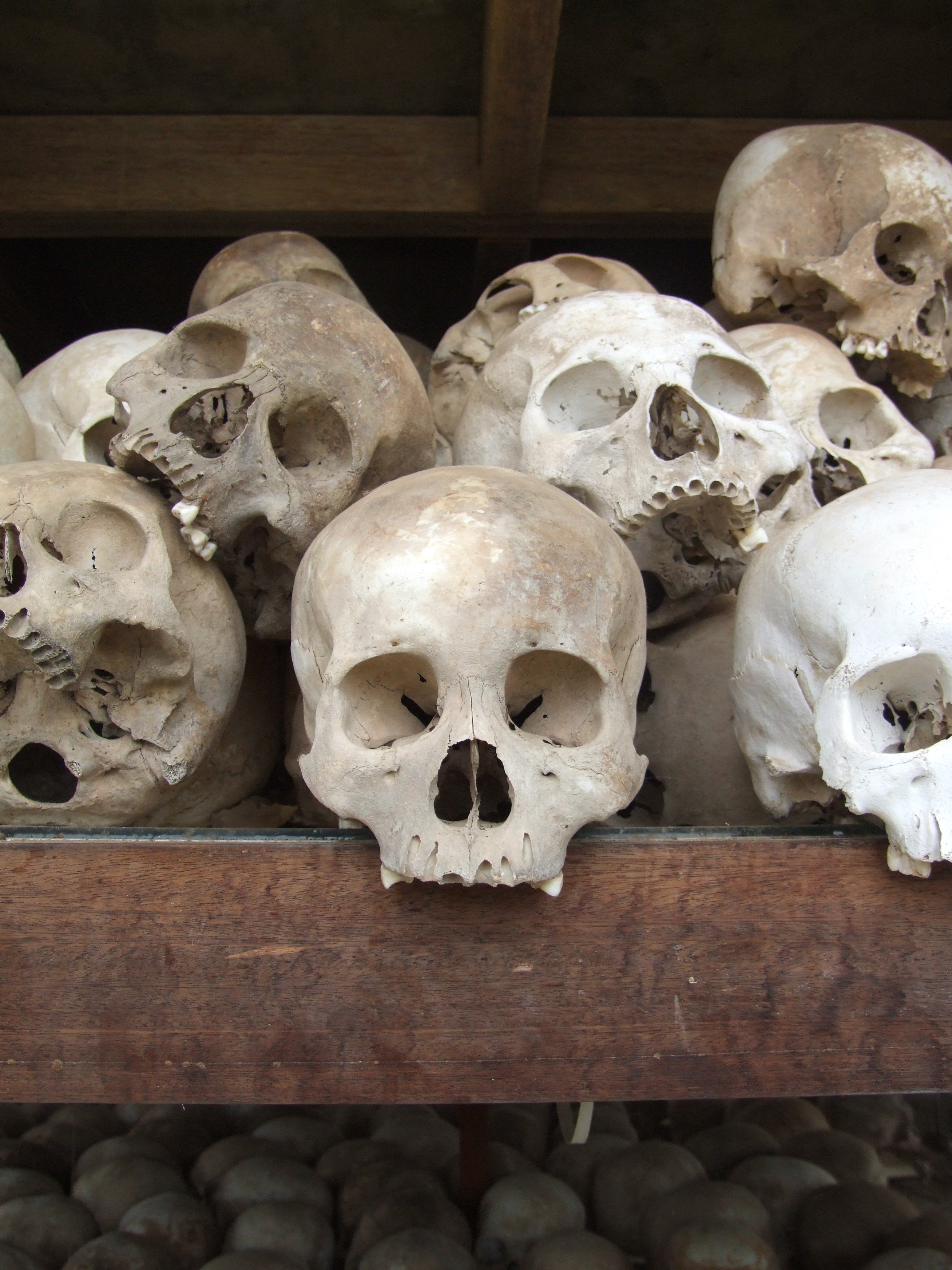
Im Stupa-Mahnmal gezeigte Totenschädel
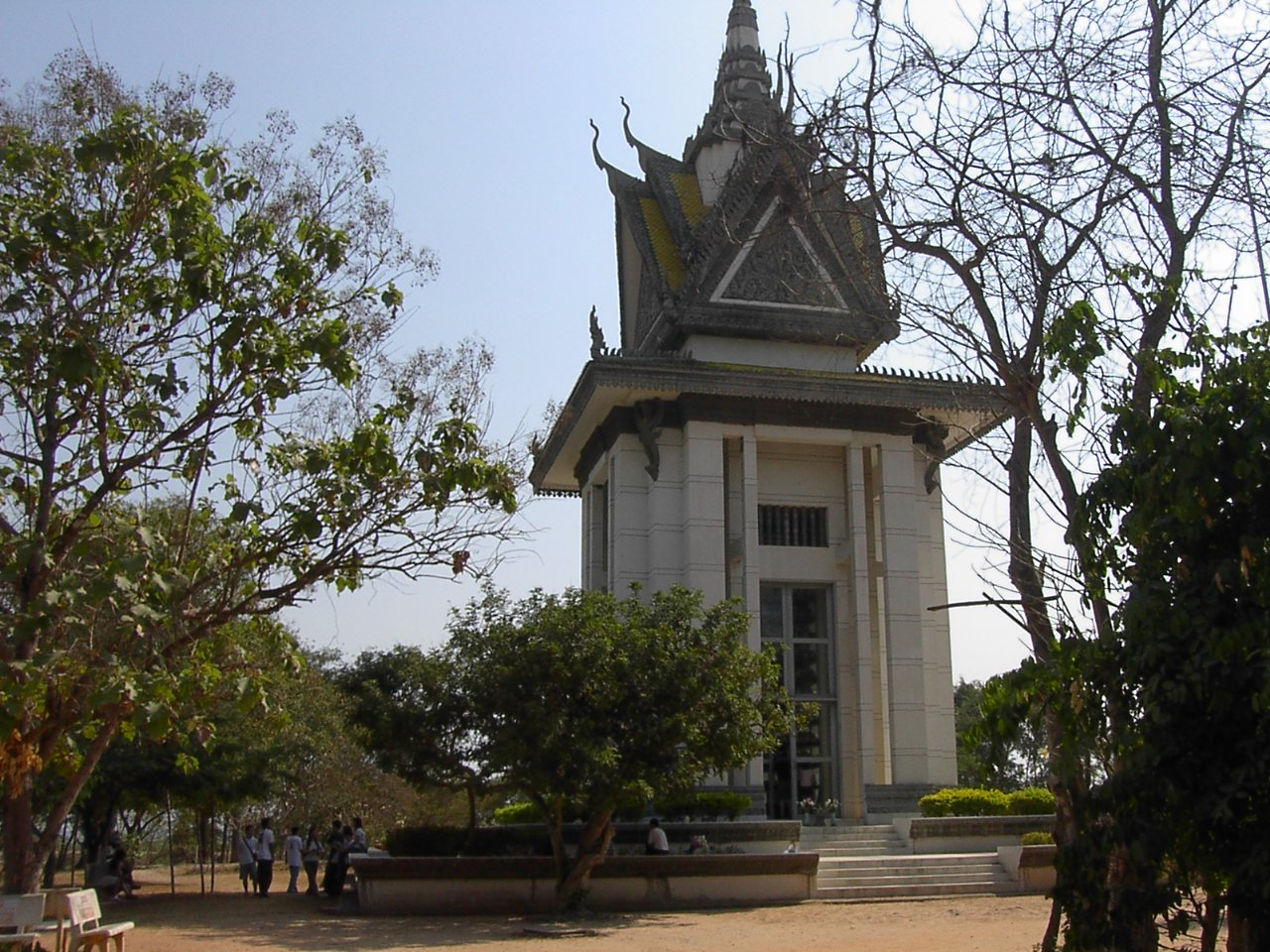
Mahnmal voll mit menschlichen Schädeln
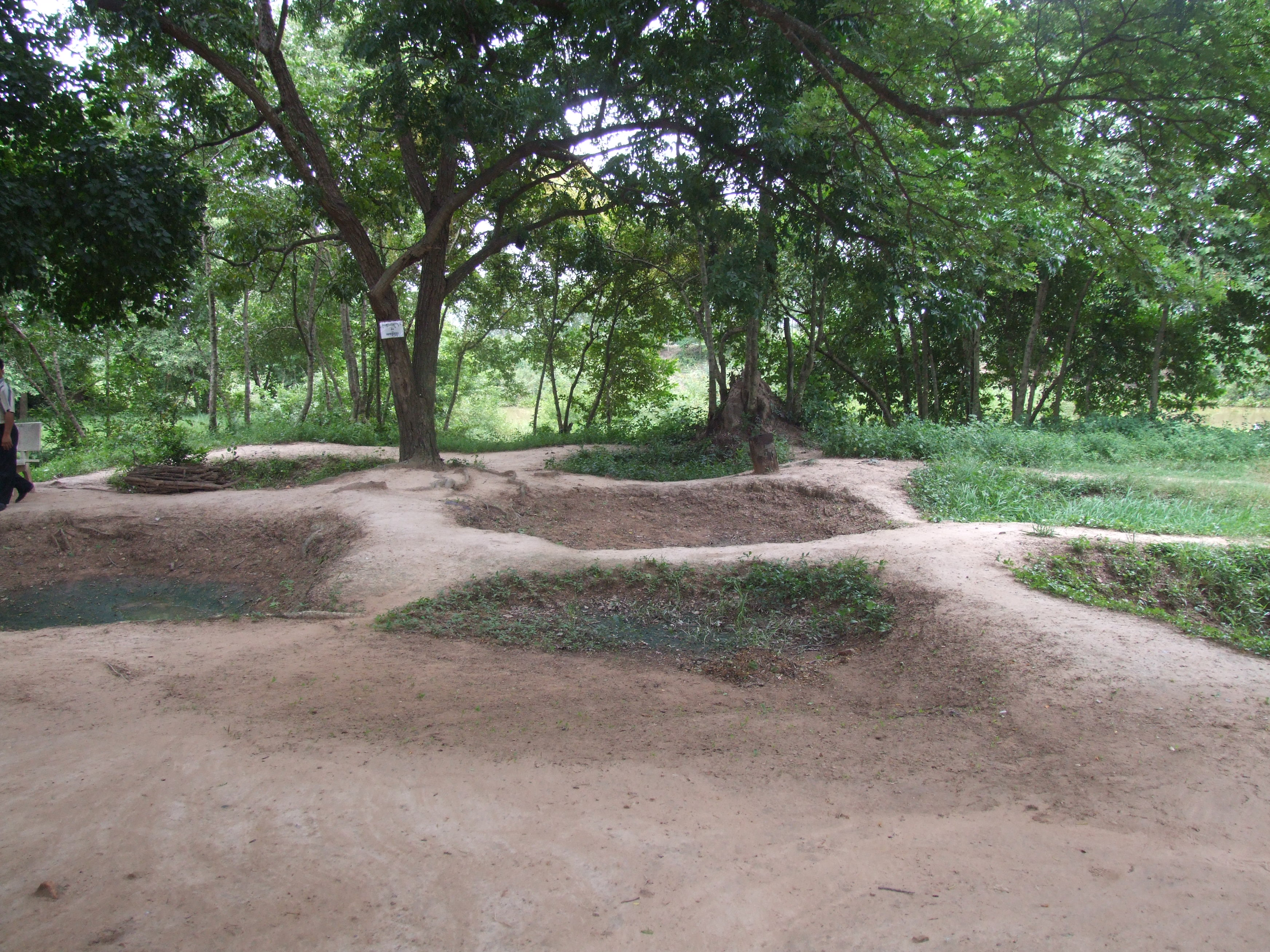
Eine Ansicht der Massengräber bei Choeung Ek
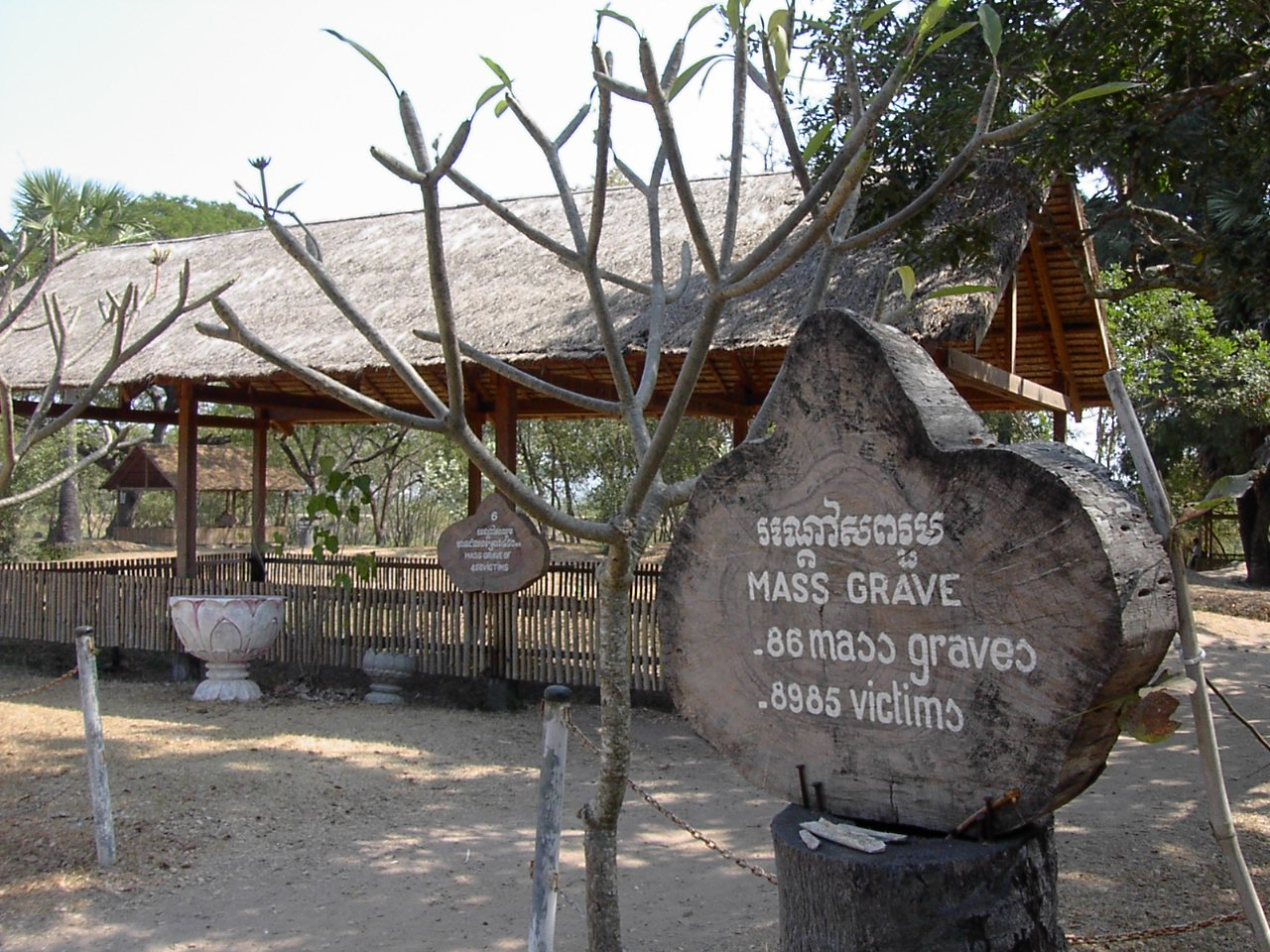
Weitere Massengräber
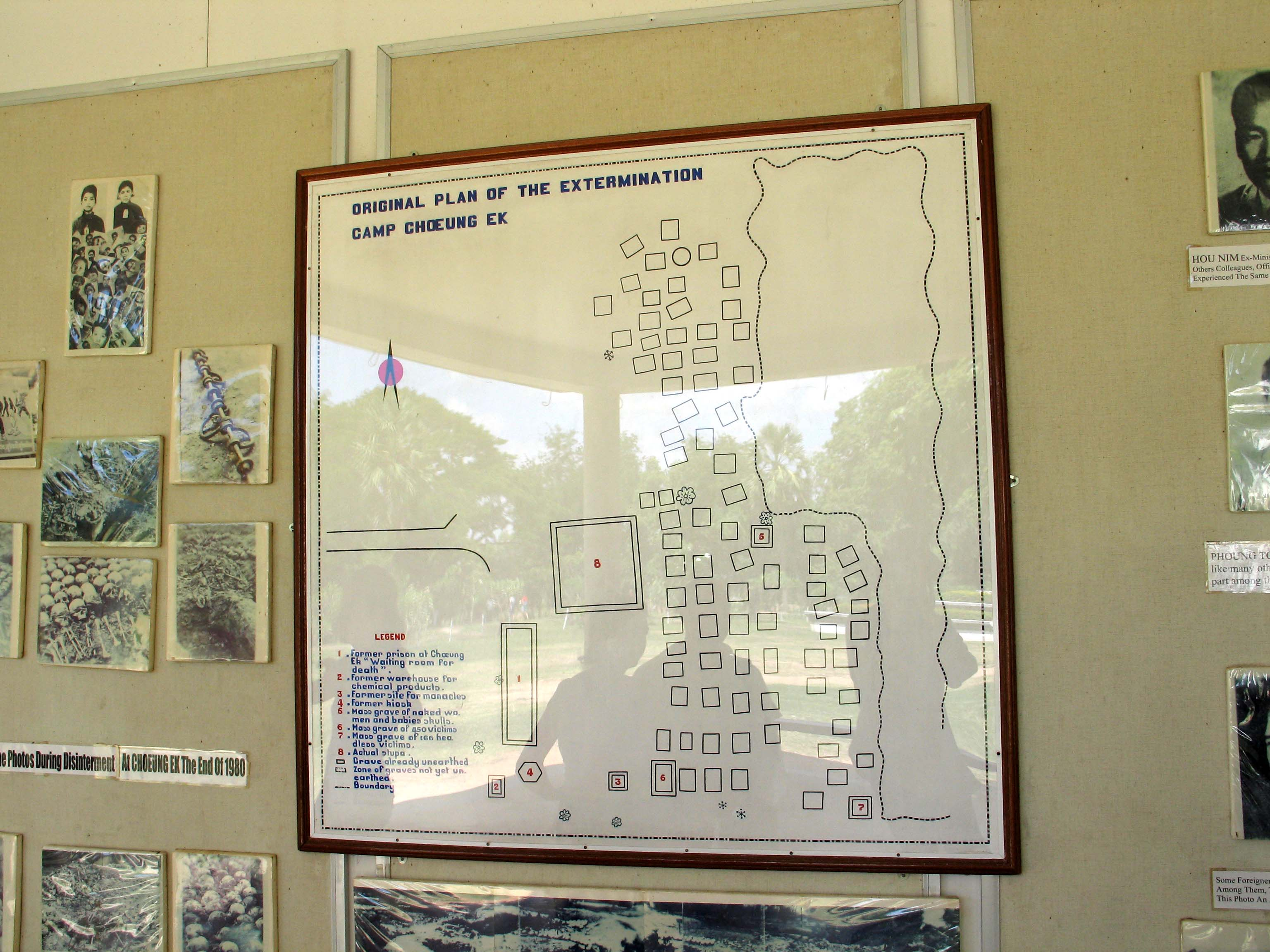
Originalkarte des Vernichtungslagers Choeung Ek
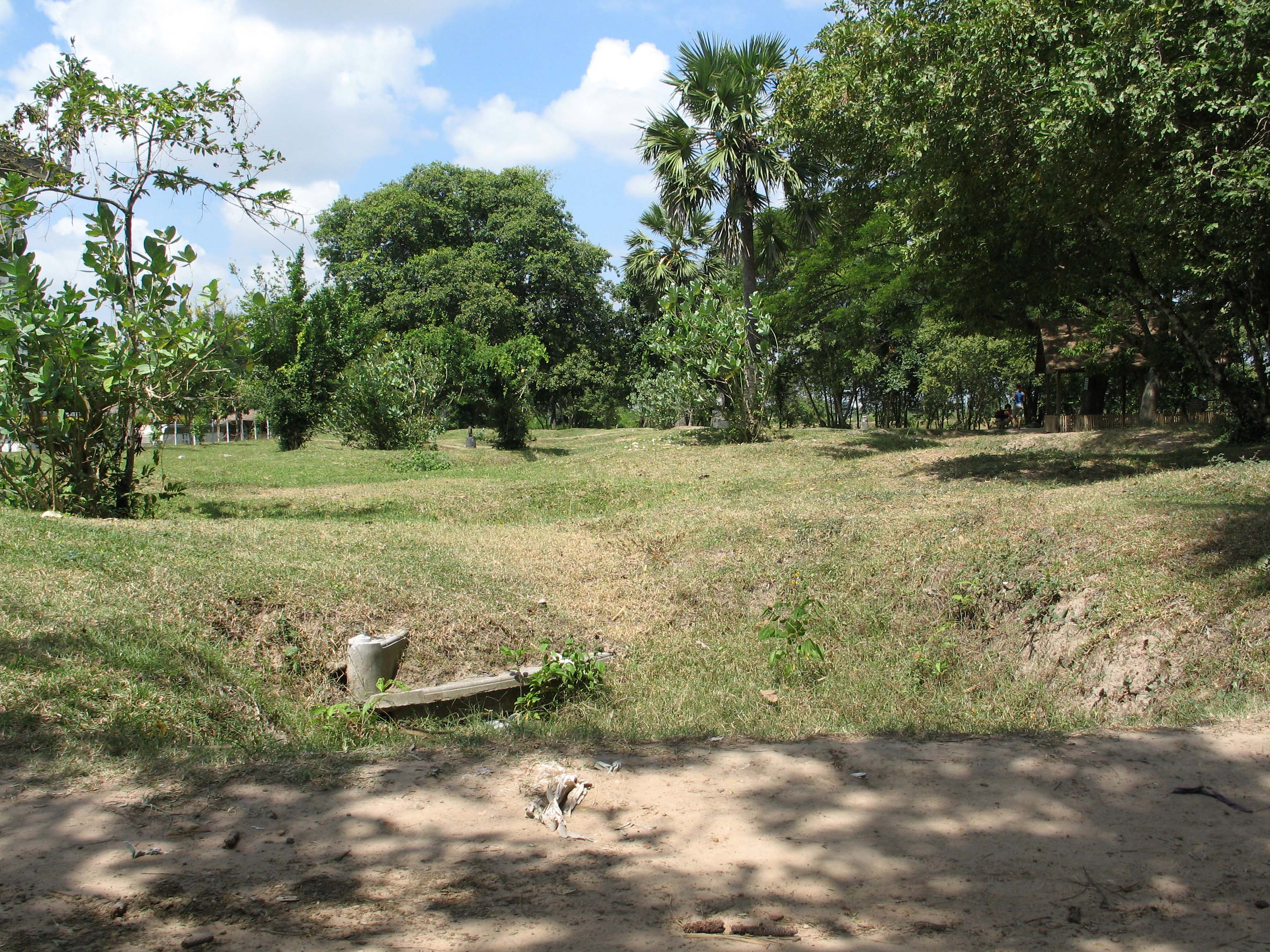
Vernichtungslager Choeung Ek
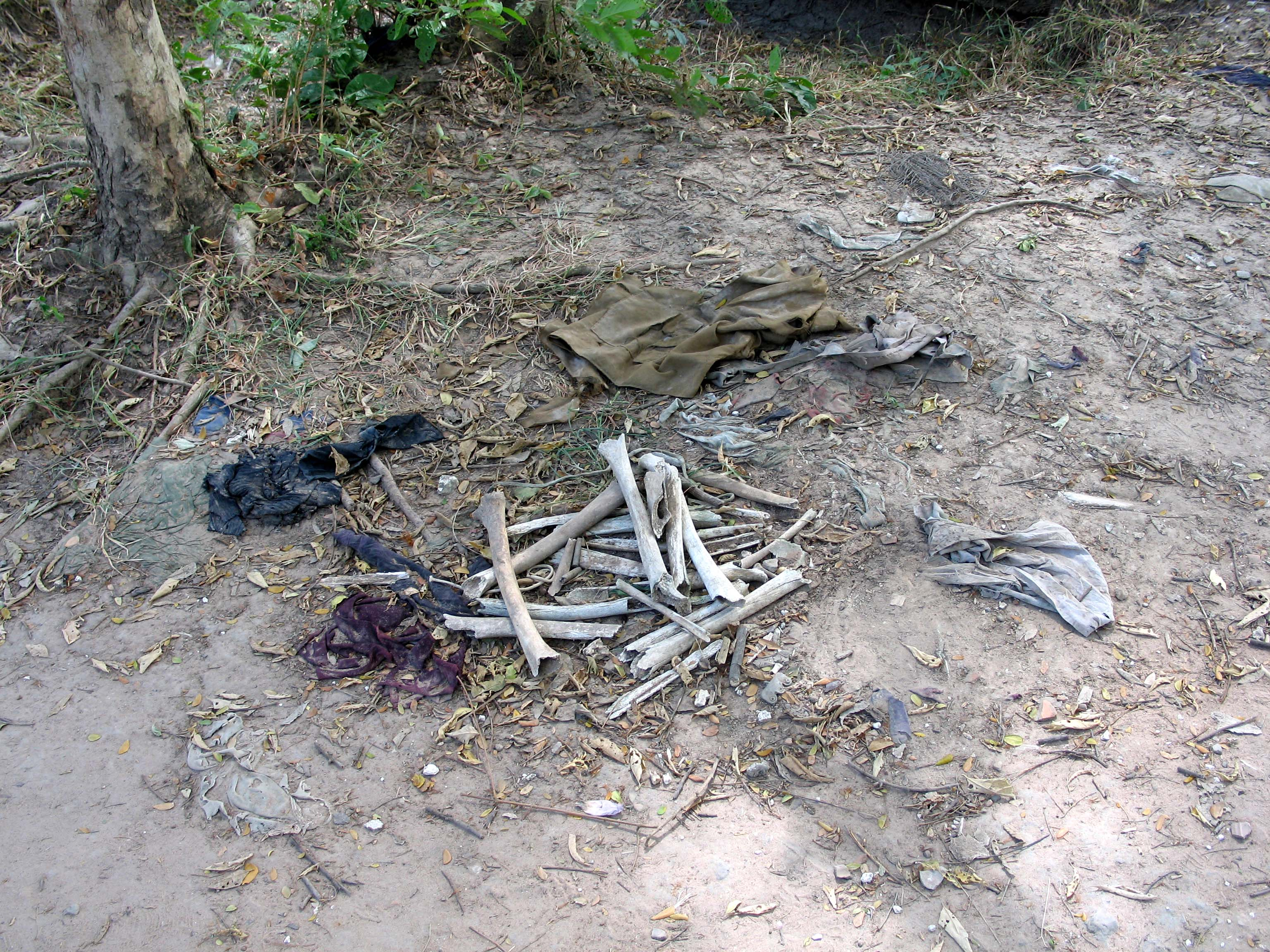
Knochen aus einem Massengrab
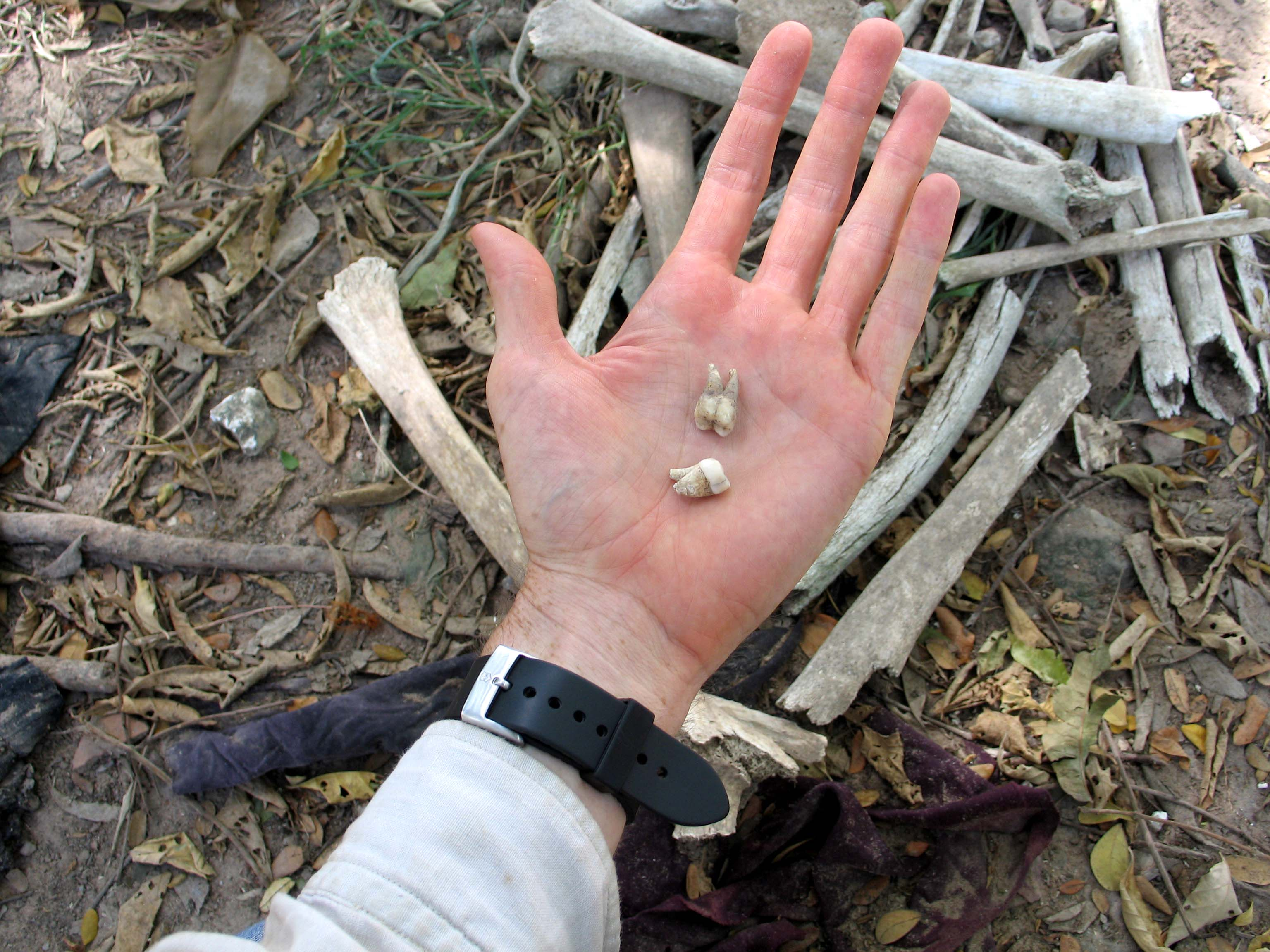
Knochen und Zähne aus einem Massengrab
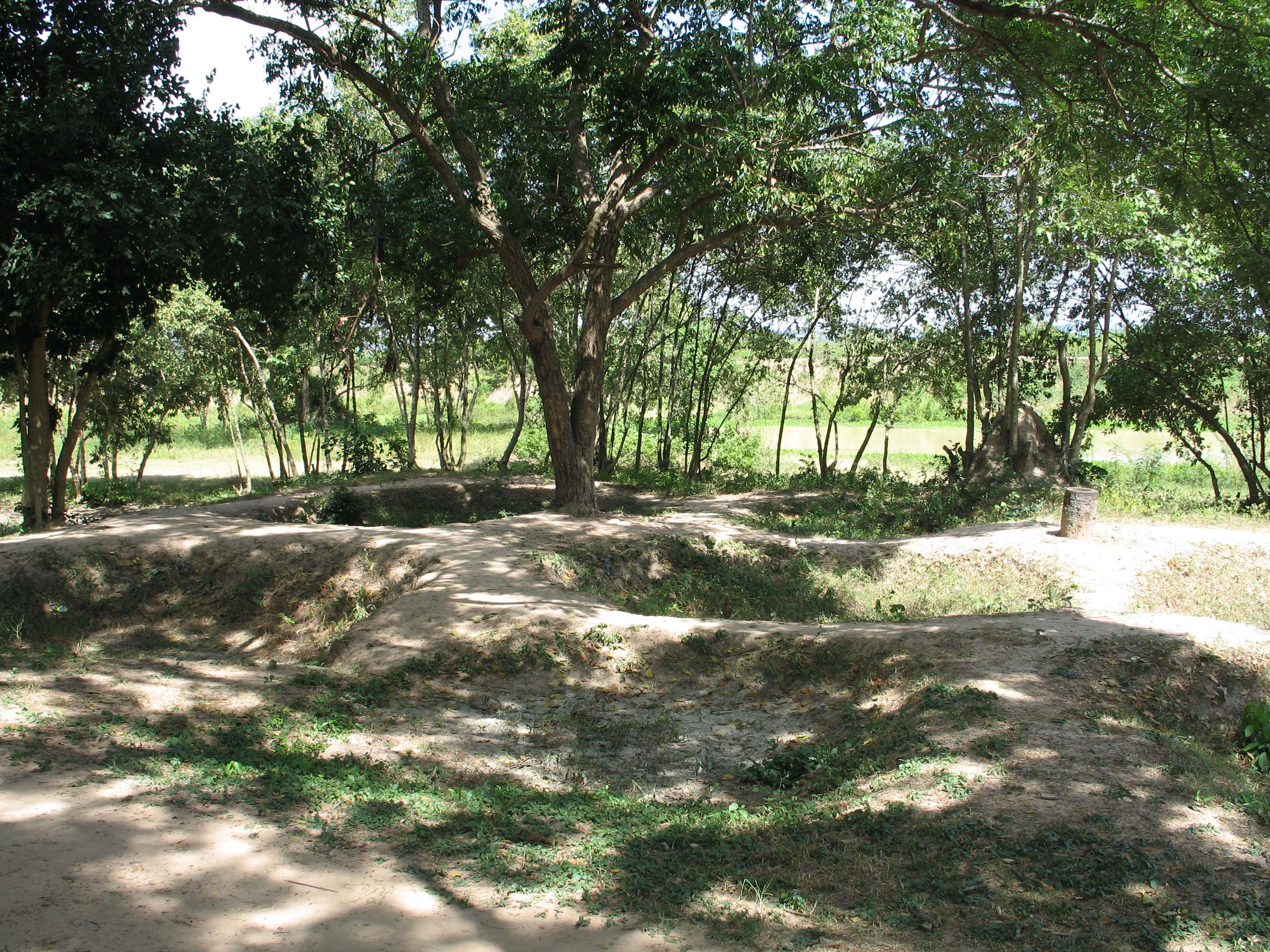
Massengrab bei Choeung Ek
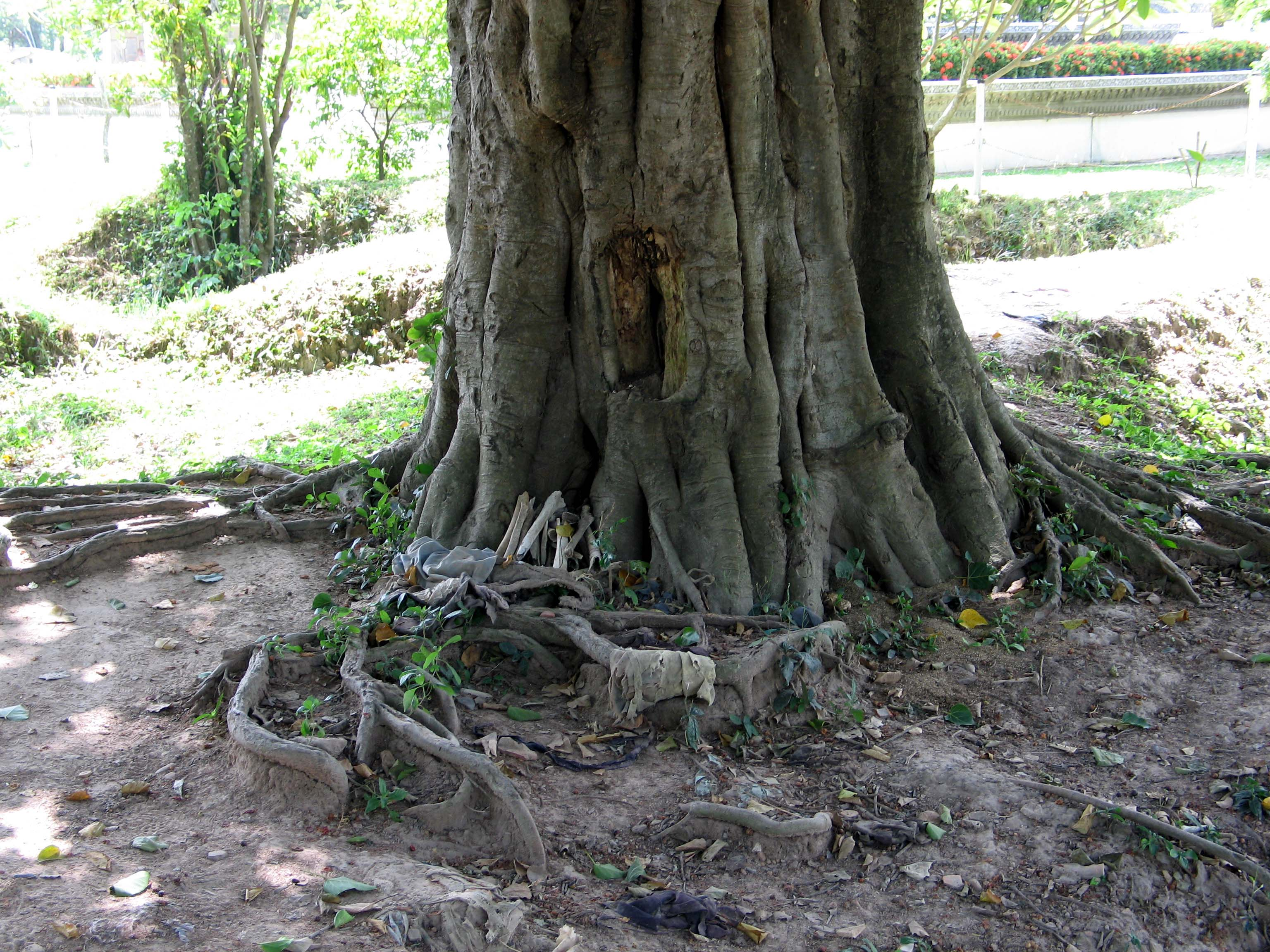
Massengrab und Knochen
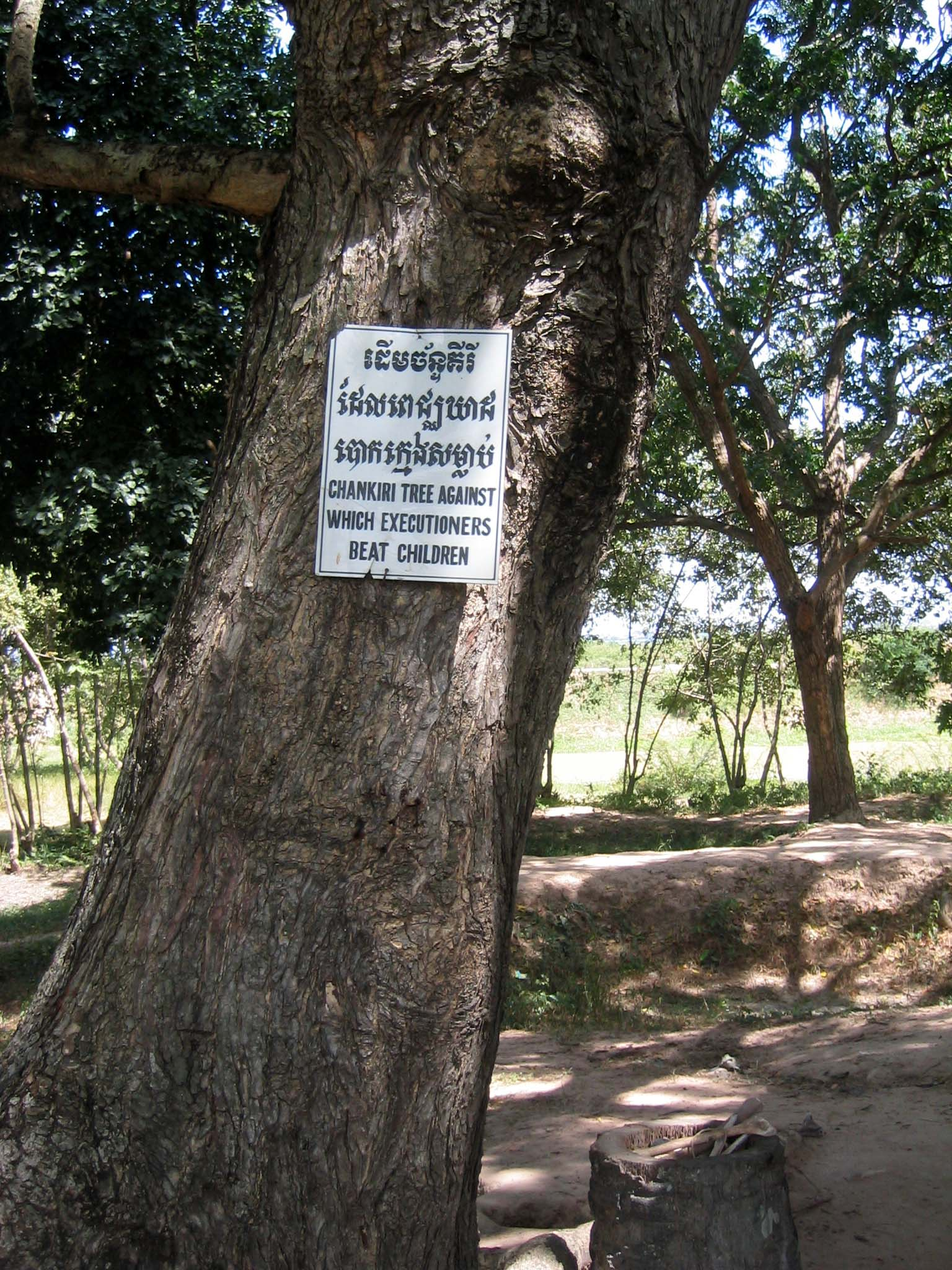
Massengrab und zum Töten von Kindern benutzter Baum
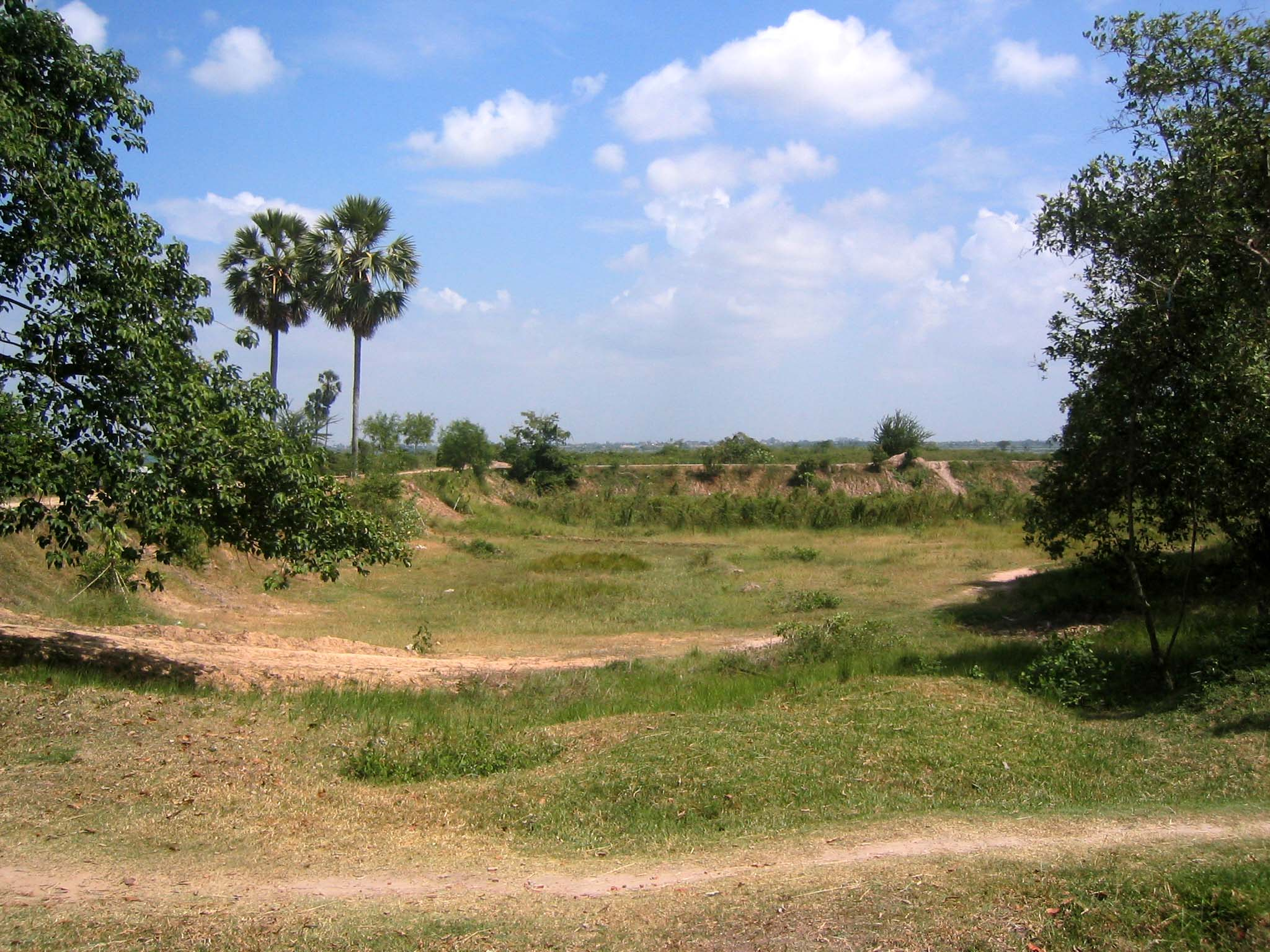
Massengrab
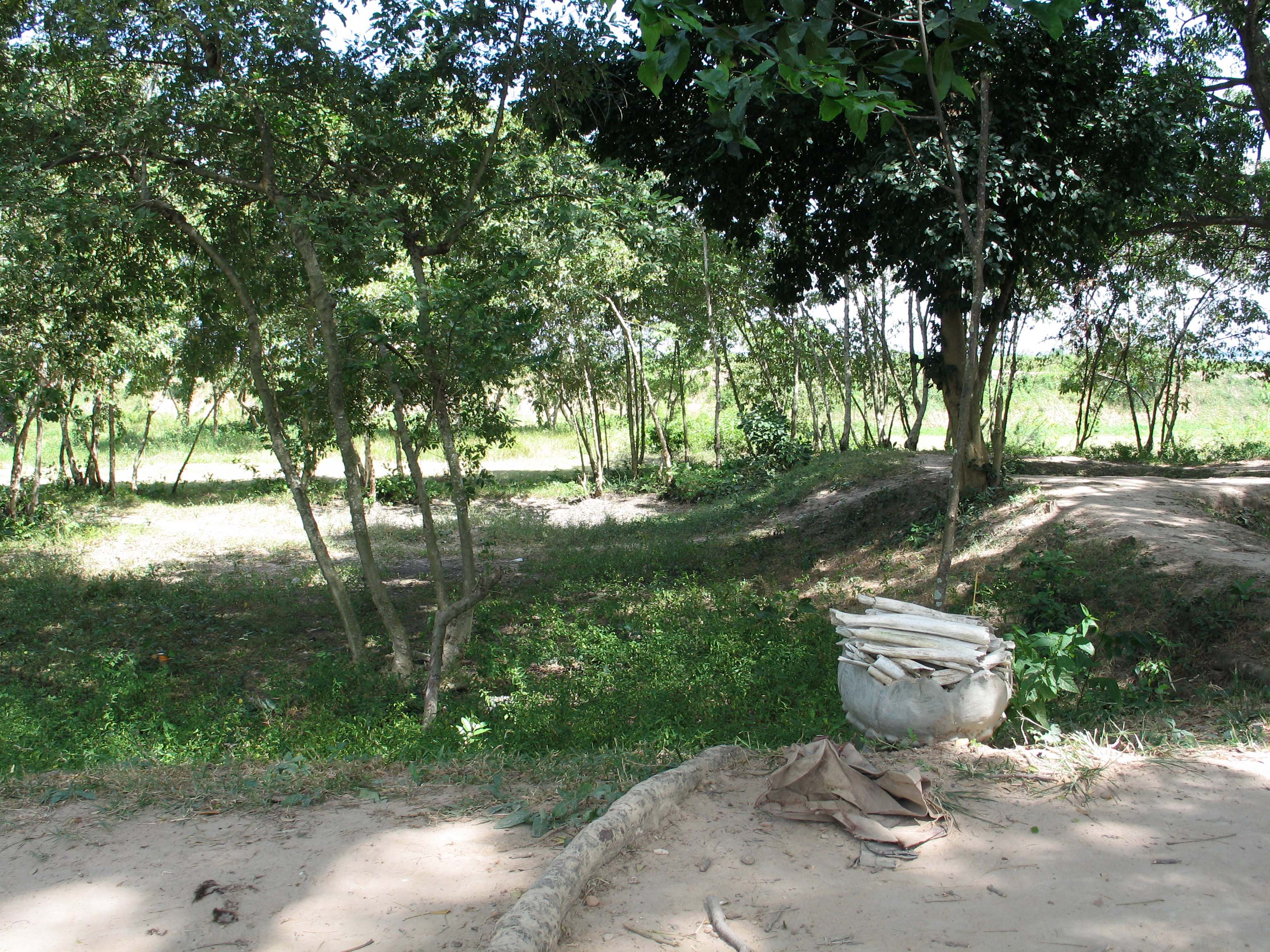
Massengrab
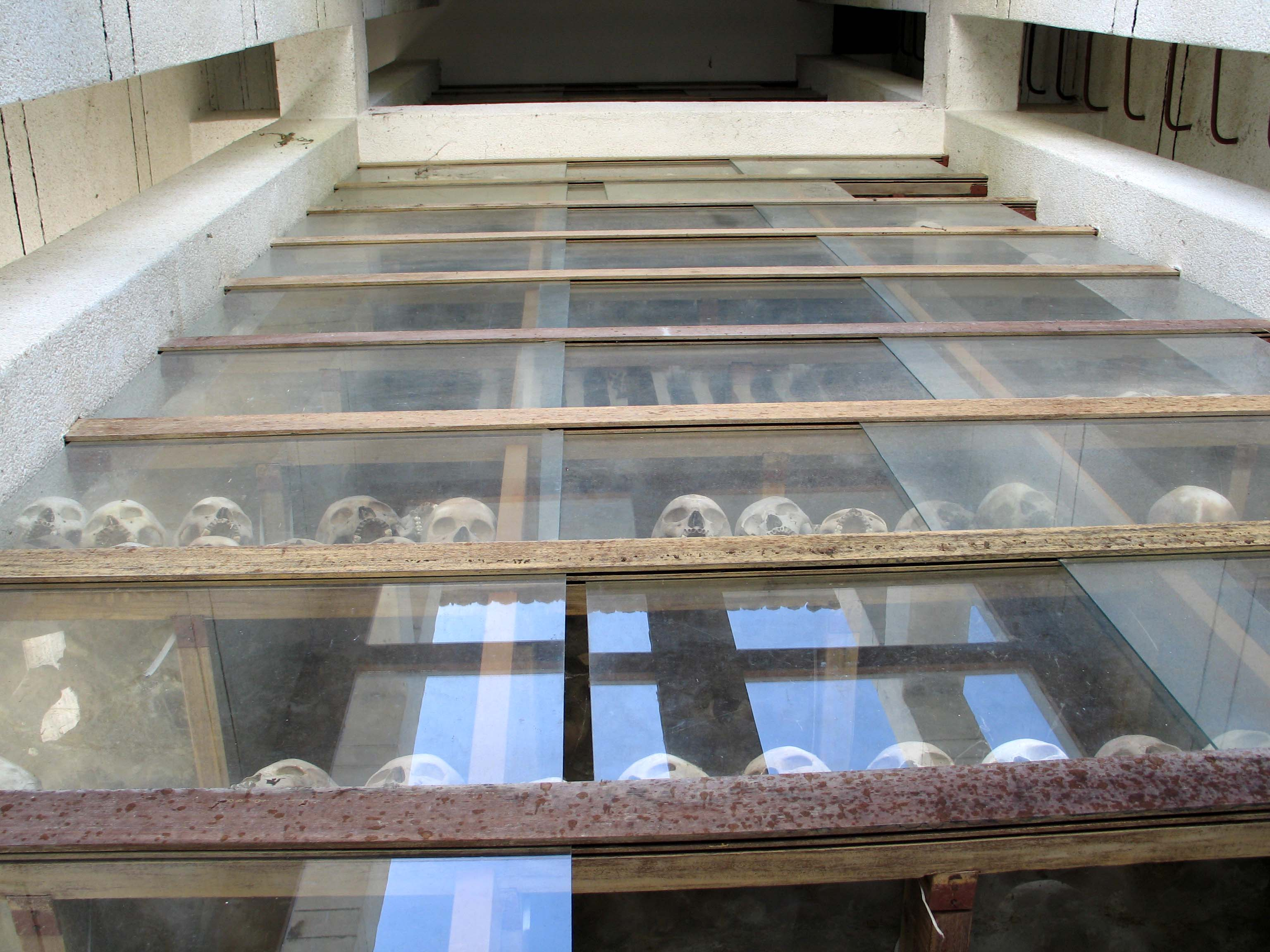
Massengrab, Gedenkstupa, Schädel
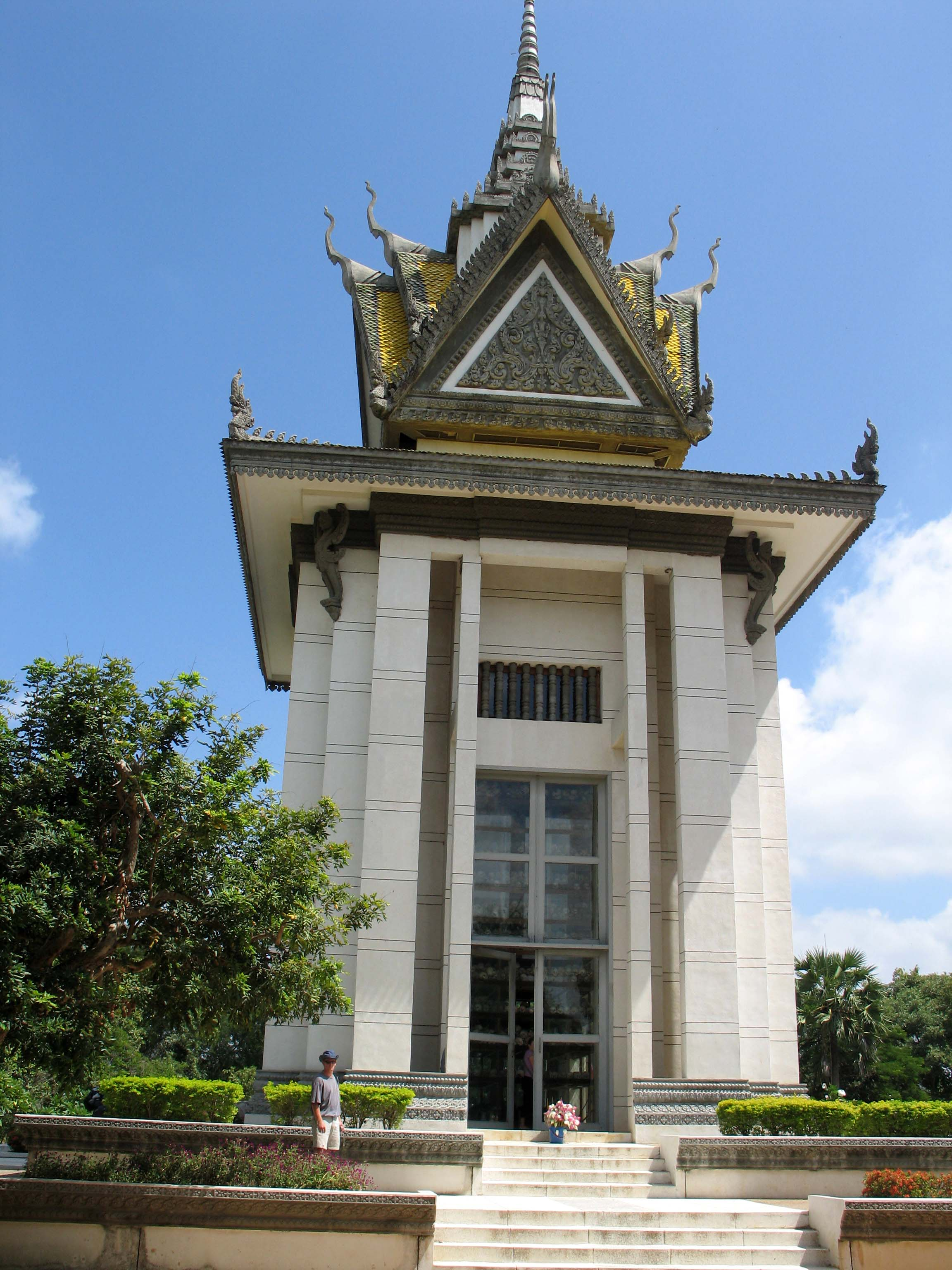
Massengrab, Gedenkstupa
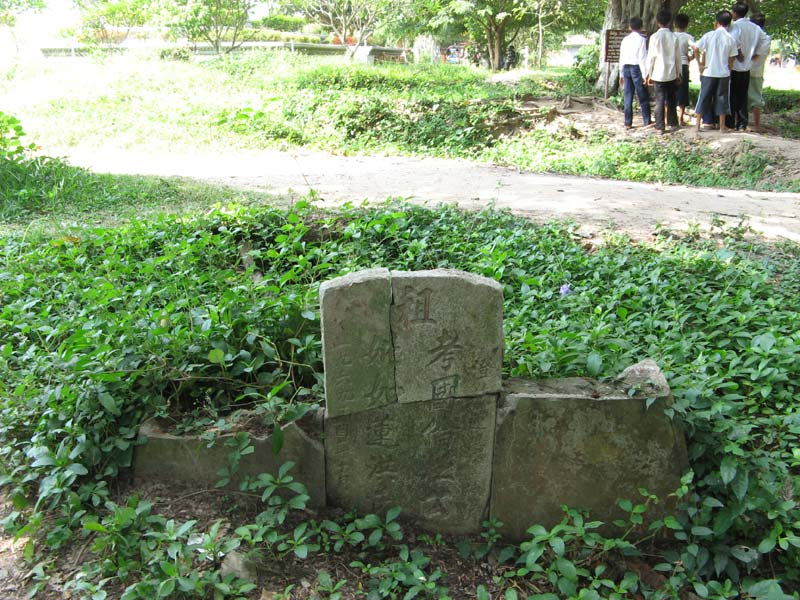
Fragmente eines chinesischen Grabsteins

## Film
Der Film The Killing Fields – Schreiendes Land ist eine dramatisierte Darstellung der Geschehnisse, die in Choeung Ek stattfanden.